# Хејверстро (Њујорк)
Хејверстро (енгл. Haverstraw) град је у америчкој савезној држави Њујорк.

## Демографија
По попису из 2010. године број становника је 11.910, што је 1.793 (17,7%) становника више него 2000. године.
| Група             | 2000.         | 2010.         |
| Белци             | 2.775 (27,4%) | 2.299 (19,3%) |
| Афроамериканци    | 1.221 (12,1%) | 1.512 (12,7%) |
| Азијати           | 110 (1,1%)    | 269 (2,3%)    |
| Хиспаноамериканци | 5.998 (59,3%) | 7.993 (67,1%) |
| Укупно            | 10.117        | 11.910        |